# Yttre Stockviken
Yttre Stockviken este o arie protejată (arie specială de conservare — SAC, sit de importanță comunitară — SCI, arie de protecție specială avifaunistică — SPA) din Suedia întinsă pe o suprafață de 119,9 ha, integral pe uscat.

## Localizare
Centrul sitului Yttre Stockviken este situat la coordonatele 56°59′21″N 18°21′21″E / 56.9891°N 18.3558°E.

## Înființare
Situl Yttre Stockviken a fost declarat arie de protecție specială avifaunistică în ianuarie 1998 pentru a proteja 1 specie de plante și 6 specii de animale. Alte tipuri de protecție:
- sit de importanță comunitară (în aprilie 2004)
- arie specială de conservare (în martie 2011)[1][3][4]

## Biodiversitate
Situată în ecoregiunile boreală și marină baltică, aria protejată conține 7 habitate naturale: Salicornia și alte specii anuale care populează regiunile mlăștinoase și nisipoase, Vegetație anuală la limita mareei, Litoraluri nisipoase din Baltica boreală cu vegetație perenă, Pajiști cu Molinia pe soluri calcaroase, turboase sau argilos-nămoloase (Molinion caeruleae), Vegetație perenă pe țărmurile stâncoase, Pajiști uscate seminaturale și facies de acoperire cu tufișuri pe substraturi calcaroase (Festuco-Brometalia) (* situri importante pentru orhidee), Pășuni de coastă din Baltica boreală.
La baza desemnării sitului se află mai multe specii protejate:
- plante (1): Sisymbrium supinum
- păsări (6): Branta leucopsis, bătăuș (Philomachus pugnax), ciocântors (Recurvirostra avosetta), chiră mică (Sterna albifrons), chiră de baltă (Sterna hirundo), Sterna paradisaea